# Kontrollratsproklamation
Kontrollratsproklamationen waren Gesetzgebungsakte des Alliierten Kontrollrats unmittelbar nach Ende des Zweiten Weltkriegs mit Geltung für die vier Besatzungszonen. Sie ergingen in Angelegenheiten von besonderer Wichtigkeit für die Besatzungsmächte oder das deutsche Volk.
Der Kontrollrat erließ außerdem 62 Kontrollratsgesetze und verschiedene Kontrollratsbefehle.

## Proklamation Nr. 1
Mit der Berliner Erklärung vom 5. Juni 1945 hatten die vier Siegermächte (Regierungen der Vereinigten Staaten von Amerika, der Union der Sozialistischen Sowjetrepubliken, des Vereinigten Königreiches und der Provisorischen Regierung der Französischen Republik) die oberste Regierungsgewalt in Bezug auf Deutschland übernommen. Kraft dieser obersten Regierungsgewalt setzten die Siegermächte mit Proklamation Nr. 1 vom 30. August 1945 den Alliierten Kontrollrat als „oberste Machtgewalt in Angelegenheiten, die Deutschland als Ganzes angehen“ ein. Diejenigen Vorschriften, die die Oberbefehlshaber für ihre Besatzungszonen bereits herausgegeben hatten, blieben auch weiterhin in den betreffenden Besatzungszonen in Kraft.
Die Proklamation Nr. 1 wurde von dem amerikanischen General Dwight D. Eisenhower, dem britischen Generalleutnant Brian Hubert Robertson, dem französischen Armeekorps-General Louis Koeltz sowie dem Marschall der Sowjetunion Georgi Konstantinowitsch Schukow unterzeichnet und im Amtsblatt des Kontrollrats in Deutschland Nr. 1 vom 29. Oktober 1945 in englischer, französischer und russischer Sprache als gleichberechtigten Amtssprachen verkündet. Eine deutsche Übersetzung wurde nur aus Zweckmäßigkeitsgründen beigefügt.
Mit Art. 7 des Vertrags über die abschließende Regelung in bezug auf Deutschland vom 12. September 1990, völkerrechtlich in Kraft getreten am 15. März 1991 beendeten die Französische Republik, das Vereinigte Königreich Großbritannien und Nordirland, die Union der Sozialistischen Sowjetrepubliken und die Vereinigten Staaten von Amerika ihre Rechte und Verantwortlichkeiten in Bezug auf Berlin und Deutschland als Ganzes.

## Proklamation Nr. 2
Die Kontrollratsproklamation Nr. 2 vom 20. September 1945 formuliert über die Erklärung in Anbetracht der Niederlage Deutschlands und der Übernahme der obersten „Regierungsgewalt hinsichtlich Deutschlands“ hinausgehende, zusätzlich an Deutschland gestellte Forderungen, die aus der vollständigen Niederlage und der bedingungslosen Kapitulation Deutschlands hervorgingen.
Dazu zählten die vollständige Demobilisierung und Demilitarisierung einschließlich der Verpflichtung, alle Forschungen, Experimente, Ausarbeitungen und Entwürfe, die sich direkt oder indirekt auf Krieg oder die Herstellung von Kriegsmaterial beziehen, den Alliierten Vertretern zur Verfügung zu stellen sowie Maßnahmen der Demontage und zur Gewährleistung der geforderten Reparationen wie die Aushändigung von Gold und Silber, allen Transportmaterials, alle Lagerbestände, Ausrüstungen, Maschinenbestände, Betriebe, Anlagen, Einrichtungen und allen Eigentums im Allgemeinen, welche nach der Erklärung oder irgendwelchen darunter erlassenen Proklamationen, Befehlen, Verordnungen oder Instruktionen der Auslieferung oder Abgabe unterlagen sowie von Arbeitskräften. Die sowjetische Geheimoperation Aktion Ossawakim hatte einen britischen Protest im Alliierten Kontrollrat zur Folge.
Zum Zweck der Entnazifizierung  mussten die deutschen Behörden alle Auskünfte geben und Dokumente aushändigen sowie die Anwesenheit aller Zeugen sicherstellen, die von den Alliierten Vertretern für Gerichtsverfahren gegen als Hauptführer der Nationalsozialisten bezeichnete Personen und alle Personen benötigt wurden, die als der Begehung, Anordnung und Unterstützung von Kriegs- und ähnlichen Verbrechen verdächtig und von den Alliierten Vertretern mittels Namen, Rang, Amt oder Anstellung gekennzeichnet worden waren. Die deutschen Behörden mussten außerdem alle Anweisungen befolgen, die von den Alliierten Vertretern für die Abschaffung der Nazi-Gesetzgebung und für die Umgestaltung des deutschen Gesetz-, Rechts-, Verwaltungs-, Polizei- und Erziehungswesens, einschließlich der Ersetzung des betreffenden Personals, herausgegeben wurden.

## Proklamation Nr. 3
Mit der Kontrollratsproklamation Nr. 3 vom 20. Oktober 1945  über Grundsätze für die Umgestaltung der Rechtspflege sollte mit der Ausschaltung der Gewaltherrschaft Hitlers auch das terroristische System der Nazigerichte abgeschafft werden. An seine Stelle sollte eine Rechtspflege treten, die sich auf die Errungenschaften der Demokratie, Zivilisation und Gerechtigkeit gründet.
Der Volksgerichtshof, die Partei- und die Sondergerichte wurden aufgehoben und ihre Wiederherstellung verboten. Ordentliche deutsche Gerichte übten im Einklang mit dieser Proklamation in Deutschland die Rechtsfolge aus. Das Kontrollratsgesetz Nr. 4 vom 20. Oktober 1945 enthielt dazu nähere Bestimmungen.